# Bandera de Cerdeña
La bandera de Cerdeña, popularmente conocida como sos bator moros o is cuatru morus («los cuatro moros» en sardo), es la bandera oficial de la región autónoma de Cerdeña. La bandera consiste en una cruz roja en un fondo blanco con una cabeza de moro en cada esquina de la cruz.

Sobre campo de plata, una cruz de San Jorge, de gules, cantonada de cuatro cabezas de rey moro, de sable y encintadas de plata.
Ley Regional del 15 de abril de 1999, nº 10; Art. 1.

## Historia

### Origen

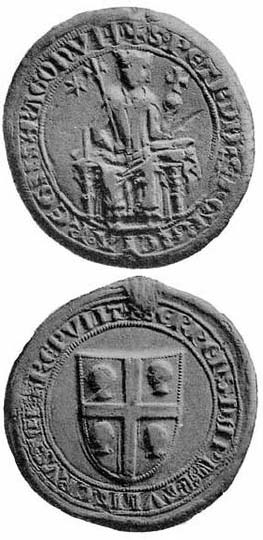
Bula de plomo de 1281 de Pedro III de Aragón.

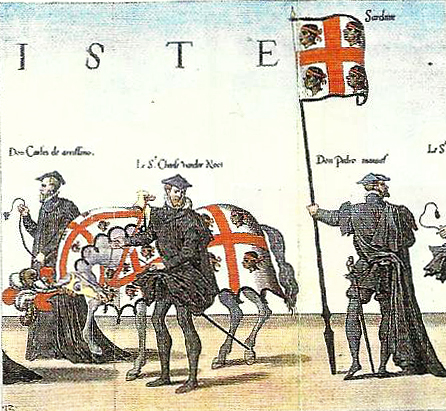
El escudo de Cerdeña adoptó a fines del siglo XV la Cruz de San Jorge cantonada de cabezas de moro del rey Pedro III de Aragón (en su bula de plomo, y posteriormente en las de los siguientes reyes aragoneses), en un momento en que la isla formaba parte de esta corona. En la imagen, guion y caballo engualdrapado con el emblema heráldico de Cerdeña en las exequias por la muerte de Carlos I (1559).

Bandera usada por el nacionalismo sardo. Las diferencias son que las cabezas están mirando al lado opuesto y la venda tapa los ojos.

El emblema de la cruz de San Jorge cantonada con cuatro cabezas de moro en campo de plata aparece por vez primera en 1281 en sellos de plomo de Pedro III de Aragón, probablemente como símbolo personal y alusivo al espíritu de cruzada.
Según las interpretaciones legendarias de su origen surgidas en el siglo XIV, el emblema fue asociado a la Batalla de Alcoraz, que lo vinculaban a la intervención milagrosa de San Jorge en la conquista cristiana de Huesca. La tradición perpetuó esta interpretación y acabó dando nombre a estas armas, conocidas en heráldica como Cruz de Alcoraz. En las representaciones aragonesas aparecen variantes a lo largo de la Edad Media y Moderna, como la disposición a siniestra de las cabezas primera y tercera (enfrentándolas simétricamente a las segunda y cuarta) o convertir a los adalides moros en reyes, añadiendo respectivas coronas abiertas.
Este blasón fue utilizado a partir de mediados del siglo XV como uno de los escudos del Reino de Aragón privativo, y fue asumido como enseña territorial de Cerdeña a fines del siglo XV (con seguridad en la segunda mitad) cuando la isla formaba parte de la Corona de Aragón.
Actualmente el emblema aparece en el tercer cuartel del actual escudo de Aragón, que sigue un diseño documentado desde 1499, en la obra de Fabricio Vagad, Crónica de Aragón, un incunable impreso en Zaragoza por Pablo Hurus.

### Corona de Aragón
Durante su periodo de pertenencia a la Corona de Aragón se usó la conocida bandera de «los cuatro moros», la bandera consistía en una cruz roja en un fondo blanco con una cabeza de moro en cada esquina de la cruz.

Bandera de Reino de Cerdeña (1324-1720)

### Casa de Saboya
Como el título de Rey de Cerdeña fue el único que dio a la dinastía gobernante el codiciado título, el escudo de armas se realza y desarrolla y se superpone con emblemas de los demás estados gobernados por la Casa de Saboya.

Bandera civil y enseña mercante (1816-1848)
Bandera estatal y de guerra (1816-1848)
Variante usada como enseña naval en el siglo XVIII[5]

### Italia

Bandera de Cerdeña (1950-1999)
Bandera de facto de Cerdeña (1995)
Bandera de Cerdeña (1995-actualidad)